# Веньцко, Мето
Ме́то Ве́ньцко, псевдоним — Ме́то Ве́ньцко-Стро́бицаньский, немецкий вариант — Мартин Венцко (Венцке) (н.-луж. Měto Wjeńcko, Wjeńcko-Strobicański ; нем. Martin Wentzko, Wentzke, 30 июля 1870 год, деревня Мост (Хайнерсбрюк), Нижняя Лужица, Германия — 21 октября 1953 года, Котбус, ГДР) — лютеранский священнослужитель, серболужицкий писатель. Писал на нижнелужицком языке. 
Родился в 1870 году в семье лютеранского священнослужителя в серболужицкой деревне Мост. Окончил гимназию в Котбусе. С 1892 года изучал лютеранскую теологию в Галле и Берлине. Служил настоятелем в деревнях Шпрейцы (Spreewitz) (1899—1910), в деревне Дешно (Dissen) (1910—1913) и в серболужицком храме в Котбусе (1913—1939).
В 1908 году вступил в серболужицкую культурно-просветительскую организацию «Матица сербская».
Известен своим сочинением «Mójo drogowanje do Jerusalema» (Моё странствование в Иерусалим), которое было опубликовано в журнале «Wósadnik». Публиковал свои произведения в газетах «Nowy Casnik» и «Bramborski Serbski Casnik».
В 1939 году вышел на пенсию.